# Ниакате, Сику
Сику́ Ниакате́ (фр. Sikou Niakaté; род. 10 июля 1999, Монтрёй) — малийский и французский футболист, защитник клуба «Брага» и сборной Мали.

## Клубная карьера
Ниакате — воспитанник клубов «Пари Сен-Жермен», «Булонь-Бийянкур», «Эврё 27» и «Валансьен». 12 мая 2017 года в матче против «Осера» он дебютировал в Лиге 2 в составе последних. В 2018 году Сику подписал контракт с «Генгамом», но ещё на год остался в аренде в «Валансьене». Летом 2019 года Ниакате вернулся из аренды. В матче против «Осера» он дебютировал за новую команду. 4 октября в поединке против «Родеза» Сику забил свой первый гол за «Генгам». 
Летом 2021 года Ниакате был арендован клубом «Мец». 29 августа в матче против «Клермона» он дебютировал в Лиге 1. 
Летом 2022 года Ниакате на правах аренды перешёл в португальскую «Брагу». 7 августа в матче против лиссабонского «Спортинга» он дебютировал в Сангриш лиге. В этом же поединке Сику забил свой первый гол за «Брагу». По окончании аренды клуб выкупил трансфер игрока. 3 октября 2023 года в матче Лиги чемпионом против берлинского «Униона» он забил гол. 

## Международная карьера
В 2018 году в составе юношеской сборной Франции Ниакате принял участие в юношеском чемпионате Европы в Финляндии. На турнире он сыграл в матчах против команд Италии и Украины.
8 сентября 2023 года в отборочном матче Кубка Африки 2023 против сборной Южного Судана Ниакате дебютировал за сборную Мали. 